# Szkoła na haju
Szkoła na haju (ang. High School) – amerykańska komedia z 2010 roku w reżyserii Johna Stalberga, Jr. Wyprodukowany przez Anchor Bay Films.
Premiera filmu miała miejsce 24 stycznia 2010 roku podczas Festiwalu Filmowego w Sundance. Dwa lata później premiera filmu odbyła się 1 czerwca 2012 roku w Stanach Zjednoczonych.

## Opis fabuły
Henry (Matt Bush), najlepszy uczeń w liceum, ma wygłosić przemówienie. Rozluźnia się za pomocą marihuany. Tymczasem dyrektor zarządza badania na obecność narkotyków. Chłopak chce sprawić, by u wszystkich wynik był taki jak u niego. Kradnie towar lokalnemu dilerowi, Edwardowi "Psycho Ed" Highbaughowi (Adrien Brody).

## Obsada
- Matt Bush jako Henry Burke
- Sean Marquette jako Travis Breaux
- Adhir Kalyan jako Sebastian Saleem
- Robert Bailey, Jr. jako Jeffery, przyjaciel Henry'ego
- Brett Kelly jako Martin Gordon
- Luis Chavez jako Wielki Dave
- Max Van Ville jako Mały Dave
- Cody Longo jako Chad
- Julia Ling jako Charlyne Phuc
- Alicia Sixtos jako Sharky Ovante
- Michael Chiklis jako doktor Leslie Gordon
- Colin Hanks jako Brandon Ellis
- Erica Vittana Phillips jako Tameka
- Mary Birdsong jako pani Gordon
- Curtis Armstrong jako pan Armstrong
- Adrien Brody jako Edward "Psycho Ed" Highbaugh

i inni